# يوم الحياد
يوم الحياد هو ثاني أهم عطلة رسمية في تركمانستان. يحتفل بهذا اليوم في تركمانستان سنويًا في 12 ديسمبر. ويتزامن مع اليوم العالمي للحياد وكذلك يوم الطلاب (منذ عام 2003)، والذي يحتفل به مع يوم الحياد. وقد أُطلق عليه "ثاني عطلة وطنية مهمة" في تركمانستان.
أصل هذا اليوم أن الجمعية العامة للأمم المتحدة اعتمدت القرار المرقم 50/80 في 12 ديسمبر 1995، والذي أعرب عن الأمل في أن "يساهم وضع الحياد الدائم لتركمانستان في السلام والأمن في المنطقة". ويدعو القرار الأمم المتحدة إلى احترام حياد تركمانستان والحفاظ عليه.